# 福島生協病院
福島生協病院（ふくしませいきょうびょういん）は、広島市西区にある、広島中央保健生活協同組合が運営する総合病院。2005年6月に、病床の一部を割いて、広島市佐伯区にある、同組合が運営する生協さえき病院として開設している。

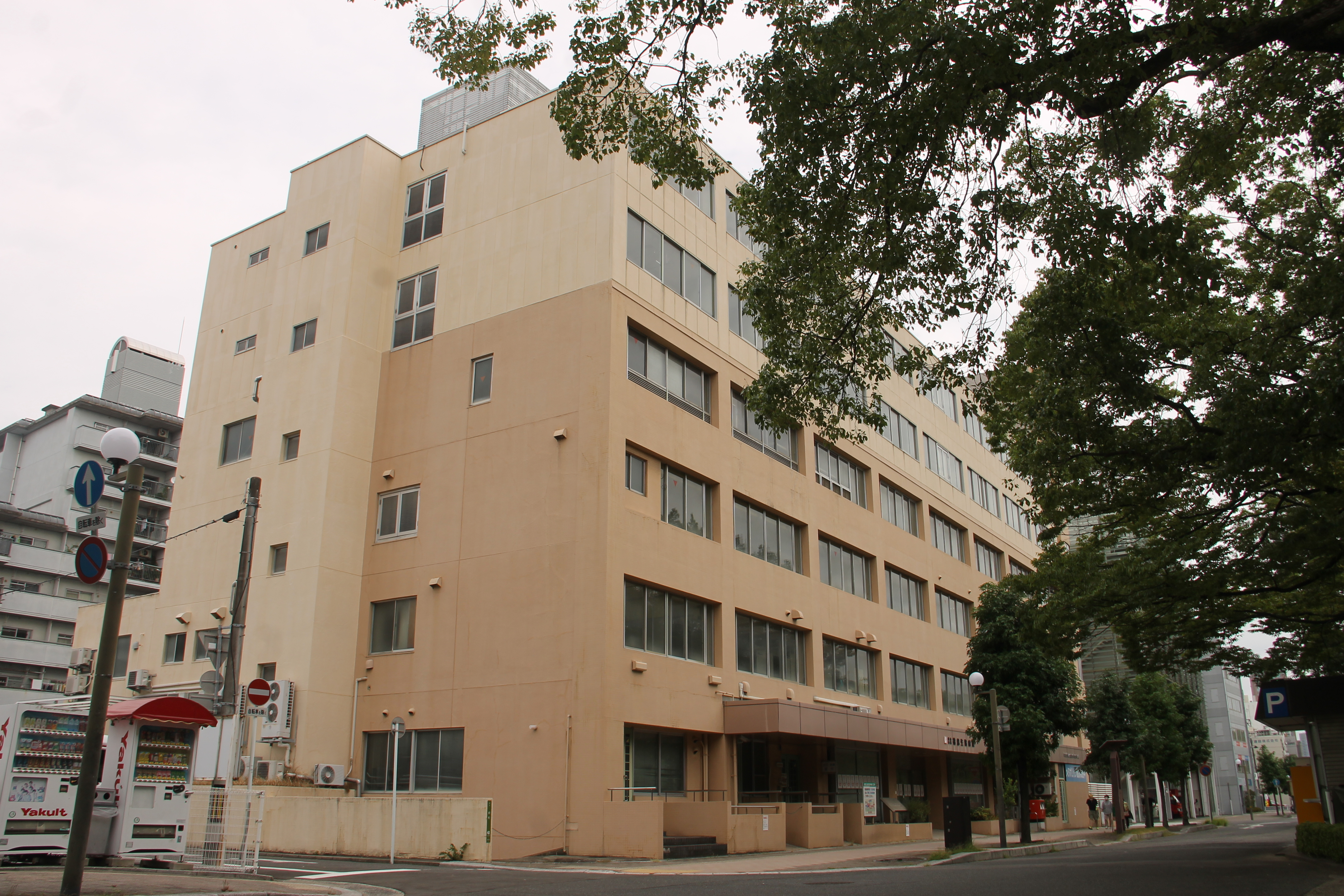
2015年以前の福島生協病院（撮影は2020年）

## 概要
(この節の出典)
1955年8月に福島診療所として開設。1959年5月5日開設の福島病院を経て、1974年4月福島生協病院へ改称。2015年に福島生協内科クリニックを統合し、現在地へ移転した。
一般急性期医療の機能を有しており、内科、循環器科、消化器科、外科、肛門科、整形外科、眼科、耳鼻咽喉科、小児科、産婦人科、皮膚科、泌尿器科を標榜している。地域のかかりつけ病院としての役割を担っており、二次救急医療機関に指定され、救急車の受入れにも対応している。
また、高度急性期病院からの転院受入、地域開業医への紹介といった地域連携の要としての役割を担っており、在宅療養支援病院として在宅診療を行っており、地域医療にも力を入れている。その他、基幹型臨床研修指定病院や各学会の専門医及び認定医関連施設の指定を受け、研修医、若手医師の育成にも取り組んでいる。
急性期一般病棟(77床)、地域包括ケア病床(46床)、回復期リハビリテーション病床(42床)を備える。
全日本民主医療機関連合会（民医連）に加盟している。

## 診療科目
(この節の出典)
- 内科
- 消火器内科
- 循環器内科
- 呼吸器内科
- 糖尿病内科
- 神経内科
- 外科
- 肛門外科

- 整形外科
- 眼科
- 耳鼻咽喉科
- 皮膚科
- 泌尿器科
- 婦人科
- リハビリテーション科

## 医療機関の指定
(この節の出典)
- 保険医療機関
- 難病の患者に対する医療等に関する法律(平成26年法律第50号)に基づく指定医療機関
- 労災保険指定医療機関
- 原子爆弾被害者医療指定医療機関
- 原子爆弾被害者一般疾病医療取扱医療機関
- 指定自立支援医療機関（精神通院医療）
- 身体障害者福祉法指定医の配置されている医療機関
- 臨床研修病院
- 生活保護法指定医療機関(中国残留邦人等の円滑な帰国の促進並びに永住帰国した中国残留邦人等及び特定配偶者の自立の支援に関する法律(平成6年法律第30号)に基づく指定医療機関を含む。)
- 特定疾患治療研究事業委託医療機関
- 結核指定医療機関
- 在宅療養支援病院

## 交通アクセス
- JR山陽本線「西広島駅」下車　徒歩10分
- 広島電鉄「福島町」電停下車　徒歩2分
- 己斐バス停より広島バス25系統広島行き、または広電バスバスセンター行き乗車、「西区役所前」下車

## 周辺
- 広島市消防局 西消防署
- 広島市 西区役所
- 広島工業大学専門学校